# Antrostomus salvini
Antrostomus salvini là một loài chim trong họ Caprimulgidae.